# Helen Battle
 Helen Irene Battle (* 31. August 1903 in London (Ontario), Kanada; † 17. Juni 1994 ebenda) war eine kanadische Zoologin und Hochschullehrerin. Sie war die erste Frau in Kanada, die in Meeresbiologie promovierte. Sie war emeritierte Professorin für Zoologie an der University of Western Ontario.

## Leben und Werk
Battle studierte an der University of Western Ontario, wo sie 1923 ihren Bachelor-Abschluss mit Auszeichnung  erhielt. 1924 war sie die erste Master of Arts-Absolventin der Abteilung für Zoologie. Ihre Masterarbeit befasste sich mit Fischembryologie. An der University of Toronto promovierte sie danach 1928 in Meeresbiologie als erste Frau in Kanada.
1929 kehrte sie nach London zurück. Als Assistenzprofessorin an der University of Western Ontario war Battle eine der ersten Zoologinnen, die Laborforschungsmethoden auf Meeresprobleme anwendete. Sie leistete Pionierarbeit bei der Verwendung von Fischeiern zur Untersuchung der Auswirkungen krebserregender Substanzen auf die Zellentwicklung. Ihre veröffentlichten Arbeiten enthielten oft von ihr angefertigte detaillierte Federzeichnungen zur Veranschaulichung.
Battle unterhielt während ihrer Lehrtätigkeit ein aktives Forschungsprogramm. Von 1923 bis 1941 verbrachte sie viele Sommer in New Brunswick beim Fisheries Research Board of Canada. Sie hatte Studienaufenthalte 1935 am Plymouth Marine Laboratory in England  und 1937 und 1938 am Stone Laboratory in Put-in-Bay (Ohio). Sie veröffentlichte 37 Artikel von 1926 bis 1973, die von Studien über Rochen, Muscheln, Seehecht und Goldfisch bis hin zu Arbeiten über pädagogische Methoden in der Biologie für Schüler der Sekundarstufe reichten.
1949 erhielt Battle eine ordentliche Professur. 1956 wurde sie kommissarische Leiterin der Abteilung für Zoologie und war maßgeblich an der Gestaltung des Biologie- und Geologiegebäudes der University of Western Ontario beteiligt.
1961 war sie Mitbegründerin der Canadian Society of Zoologists und war von 1962 bis 1963 deren Präsidentin.
Von 1968 bis 1970 war sie eine der ersten Dozentinnen, die das Fernsehen nutzte und eine Vorlesungsreihe aufzeichnete. In den 1970er Jahren war sie Mitherausgeberin des Canadian Journal of Zoology.
1971 wurde sie zur Chefprüferin für Zoologie des Bildungsministeriums von Ontario ernannt. 1972 wurde sie emeritierte Professorin für Zoologie an der University of Western Ontario.
Battle verstarb im Alter von 90 Jahren 1994 in London.
Viele Studentenpreise und eine Gedenkvorlesung an der University of Western Ontario sind ihr zu Ehren benannt. Der H. I. Battle Award wird von der Canadian Society of Zoologists verliehen.

## Auszeichnungen
- 1967: Ehrenmitglied der Canadian Society of Zoologists
- 1967: Canadian Centennial Medal
- 1971: Ehrendoktorwürde der Western University
- 1971: Ehrendoktorwürde der Carleton University[6]
- 1975: vom National Museum of Natural Science in Kanada als eine von 19 herausragenden Wissenschaftlerinnen Kanadas ausgewählt[7]
- 1977: F. E. J. Fry-Medaille für Beiträge zur kanadischen Wissenschaft